# Eberhard II. von Otelingen
Eberhard II. von Otelingen (* um 1100; † 17. Juli 1170) war seit 1146 Bischof des Bistums Bamberg.

## Herkunft

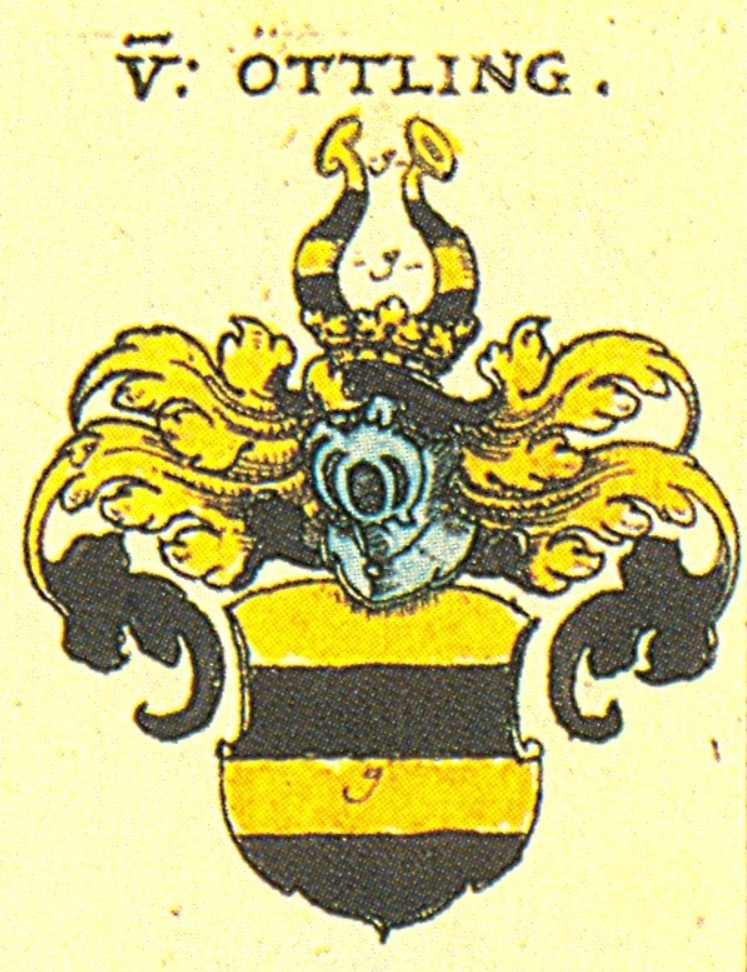
Wappen der Familie von Öttling nach Joh. Siebmacher 1605

Die Familie von Otelingen, auch Ettling, zählt zu den bayrischen edelfreien Adelsgeschlechtern. In Siebmachers Wappenbuch von 1605 ist das Geschlecht als von Öttling verzeichnet (siehe auch Liste bayerischer Adelsgeschlechter).

## Leben
Eberhard II. war seit 1127 Mitglied des Bamberger Domkapitels. Er wurde 1146 von Papst Eugen III. zum Bischof geweiht. Eberhard galt als königstreuer Gefolgsmann, zunächst von Konrad III., später auch von dessen Nachfolger Friedrich I. Unter Konrad III. plante er 1147 den Zweiten Kreuzzug mit. Als Konrad III. 1152 starb, wurde er im Bamberger Dom beigesetzt. Dies ist ein Zeichen dafür, dass sich das Bistum Bamberg auf reichspolitischer Ebene einen Namen gemacht hatte und Eberhard II. bei Hof- und Reichstagen als wichtiger Ratgeber in Erscheinung trat. Für seine maßgebliche Hilfe bei den Wahlvorbereitungen und der Krönung Friedrichs I. erhielt er die Reichsabtei Niederaltaich. Er hielt sich im Gefolge des Kaisers auf und begleitete diesen unter anderem nach Rom, in die Lombardei und war bei der Belagerung Mailands Unterhändler beim Friedensvertrag. Friedrich I. unterstützte er auch bei der Ernennung des kaiserlichen Gegenpapstes Viktor IV. (1159–1164), selbst als ihm dies, wie auch dem Kaiser selbst, den Kirchenbann eintrug.
1163 gewährte Friedrich I. Bamberg die Zollfreiheit. Dies verhalf Bamberg zu einer bedeutenden wirtschaftlichen Stellung und aufstrebende Bamberger Kaufmannsfamilien gewannen auch in den kommenden Jahrhunderten an Bedeutung und rangen unter anderem mit dem Domkapitel um Privilegien.
Eberhard II. sorgte für den weiteren Ausbau des Bistums und sicherte dessen Grenzen durch den Ankauf bzw. Neubau von Burganlagen nach außen hin ab. Darunter fiel unter anderem 1151 der Erwerb der Burg Nordeck samt Markt Steinach. Diese ehemalige Burgherrschaft kaufte er den Hennebergern ab. Bis Anfang des 16. Jahrhunderts saßen bischöfliche Amtmänner auf Burg Nordeck. Die Burg fand ihr Ende im Zusammenhang mit Hans Thomas von Absberg bzw. dem Bauernkrieg.
Der Bischof gründete 1157 das Zisterzienserinnenkloster St. Martin und Theodor in Bamberg. Er reformierte Kloster Heidenheim und das Benediktinerkloster Admont.